# Stony Point (Michigan)
Stony Point – jednostka osadnicza w Stanach Zjednoczonych, w stanie Michigan, w hrabstwie Monroe.